# Joseph Guardo
Joseph Guardo est un sculpteur et peintre né à Floridia en Sicile en 1901 et décédé à Montréal le 14 juillet 1978. Après avoir déménagé à Montréal en 1926, il y occupe deux ateliers, sur le boulevard Saint-Laurent puis sur la rue Rachel (qui abrite la galerie Graff entre 1980 et 2016). Jusqu’en 1970, il réalise de statues, de bas-reliefs, de monuments funéraires, en plus de médaillons, linteaux et chapiteaux, mais également des murales réalisées en peinture et d’autres en carreaux de céramique émaillée. Il travaille avec divers matériaux : bronze, bois, marbre et pierre, ainsi que peinture et céramique. 
Au cours de sa carrière, Guardo se consacre principalement à l'art chrétien surtout dans la région de Montréal. Il réalise des bas-reliefs pour la maison mère de la Congrégation des Sœurs de Sainte-Anne en 1942, ainsi que plusieurs statues et tableaux pour l'Oratoire-Saint-Joseph au début des années 1950. En 1952 il réalise une grande murale de 36 pieds de haut à l'église Saint-Louis-de-France qui dépeignait le couronnement du jeune roi Louis IX devant la cathédrale Notre-Dame, et qui est détruite avec cette église en 2011 malgré les efforts pour le préserver,. En 1959 et 1960, il sculpte les statues de Marguerite Bourgeoys et de Marguerite d'Youville pour la chapelle Notre-Dame-de-Bon-Secours. À l'extérieur de Montréal, il crée deux peintures pour l'église de Saint-Jude en 1956. Il effectue aussi des travaux de sculpture pour le monastère des Sœurs de Saint-Joseph de Saint-Hyacinthe de 1947 à 1960 et pour le Sanctuaire du Sacré-Cœur de Beauvoir à Sherbrooke de 1958 à 1969.
Guardo produit également l'ornementation style Art déco pour une clientèle laïque. Au début des années 1930, il conçoit de nombreux écussons et armoiries. À Montréal, il réalise les sculptures du cinéma Monkland (1929-1930), les bas-reliefs de la façade du cinéma Le Château (1931) la décoration de la façade de l'édifice du jardin botanique (1932-1939) et les bas-reliefs au Centre communautaire Notre-Dame à Sorel-Tracy. Il exécute aussi divers travaux de sculpture extérieure pour des écoles, des appartements, des édifices publics et des cimetières,.